# دانشگاه ویسکانسین-مدیسن
دانشگاه ویسکانسین-مَدیسن (به انگلیسی: University of Wisconsin-Madison) یک دانشگاه تحقیقاتی دولتی در شهر مدیسن واقع در ایالت ویسکانسین آمریکا است که همزمان با استقلال ایالت ویسکانسین در سال ۱۸۴۸ میلادی تأسیس شده‌است و بزرگترین، معتبرترین و قدیمی‌ترین دانشگاه ایالت می‌باشد.
پردیس اصلی دانشگاه با مساحتی برابر با ۳۸۰ هکتار در جنوب دریاچه مندوتا قرار دارد. این دانشگاه همچنین زمینی محافظت‌شده با پوشش زیستی و گیاهی متنوع را به مساحت ۴۸۶ هکتار در اختیار دارد که در ۶٫۴ کیلومتری جنوب پردیس اصلی آن قرار دارد. پردیس دانشگاه ویسکانسین در رتبه‌بندی‌های مجله‌های Travel + Leisure و Condé Nast Traveler به‌عنوان یکی از زیباترین پردیس‌های دانشگاهی در ایالات متحده آمریکا قرارگرفته است. دانشگاه ویسکانسین دارای نیروی پلیس، خدمات غذایی، بیمارستان، امکانات تفریحی، باغ‌های گیاه‌شناسی، آثار هنری عمومی، تأسیسات برق و یک تولیدی لبنیات در محوطه پردیس‌اش است.
این دانشگاه دارای ۲۰ دانشکده است. در سال ۲۰۱۸، ۳۰۳۶۱ نفر دانشجو در مقطع کارشناسی و ۱۴۰۵۲ نفر دانشجو در مقطع تحصیلات تکمیلی را ثبت‌نام کرده‌است. در سال ۲۰۱۲ دانشگاه ویسکانسین بودجه‌ای بیش از ۱٫۱ میلیارد دلار را صرف تحقیقات کرد که رتبه سوم را در این زمینه میان کل دانشگاه‌های آمریکا به خود اختصاص داد. در نوامبر ۲۰۱۸، ۱۴ نفر از دانش‌آموختگان دانشگاه در فهرست ۵۰۰ مدیرعامل پردرآمد مجله Fortune قرار داشتند که بیشتر از هر دانشگاه دیگری در آمریکا بود.
دانشجویان و دانش‌آموختگان دانشگاه ویسکانسین تاکنون برنده ۵۰ مدال (۱۳ طلا، ۲۴ نقره، ۱۳ برنز) در مسابقات ورزشی المپیک شده‌اند.

## دانشکده‌ها
دانشکده‌های این دانشگاه عبارتند از:
- دانشکده کشاورزی و علوم زیستی
- دانشکده هنر
- دانشکده کسب و کار
- دانشکده آموزش
- دانشکده مهندسی
- دانشکده مطالعات محیط زیست
- دانشکده بوم‌شناسی انسان
- دانشکده دامپزشکی
- دانشکده خدمات اجتماعی
- دانشکده داروسازی
- دانشکده پرستاری
- دانشکده موسیقی
- دانشکده بهداشت عمومی
- دانشکده حقوق
- دانشکده زبان
- دانشکده روزنامه‌نگاری و ارتباطات جمعی

## رتبه
در رتبه‌بندی دانشگاه‌های جهان QS در سال ۲۰۲۰ دانشگاه ویسکانسین در رده ۵۶ دنیا قرار گرفته‌است. همچنین در رتبه‌بندی مؤسسه تایمز در سال ۲۰۲۰ این دانشگاه رتبه ۵۱ را در بین دانشگاه‌های جهان از آن خود کرده‌است.

## دانش‌آموختگان برجسته و برندگان جایزه نوبل
دانش‌آموختگان، اعضای هیئت علمی کنونی یا سابق دانشگاه ویسکانسین موفق به دریافت ۲۵ جایزه نوبل و ۳۸ جایزه پولیتزر شده‌اند. تعدادی از آن‌ها عبارتند از:
- هربرت اسپنسر گسر، A.B. 1910, A.M. 1911, دریافت‌کننده جایزه نوبل فیزیولوژی و پزشکی در ۱۹۴۴
- جان باردین، دانش‌آموخته دانشگاه ویسکانسین در رشته مهندسی برق در مقاطع کارشناسی(۱۹۲۸) و کارشناسی ارشد(۱۹۲۹)، برنده جایزه نوبل فیزیک در سال‌های ۱۹۵۶ و ۱۹۷۲ (تنها فیزیک‌دان برنده دو جایزه نوبل فیزیک تاکنون)
- ادوارد تاتوم، B.A. 1931, M.S. 1932, Ph.D. 1935, دریافت‌کننده جایزه نوبل فیزیولوژی و پزشکی در ۱۹۵۸
- استنفورد مور، Ph.D. 1938, دریافت‌کننده جایزه نوبل شیمی در ۱۹۷۲
- جان هاسبورک وان ولک، A.B. 1920, دریافت‌کننده جایزه نوبل فیزیک در ۱۹۷۷
- تئودور شولتز، M.S. 1928, Ph.D. 1930, دریافت‌کننده جایزه نوبل اقتصاد در ۱۹۷۹
- آروین نییر، M.S. 1967, دریافت‌کننده جایزه نوبل فیزیولوژی و پزشکی در ۱۹۹۱
- پل بویر، M.S. 1941, Ph.D. 1943, دریافت‌کننده جایزه نوبل شیمی در ۱۹۹۷
- گونتر بلوبل، Ph.D. 1967, دریافت‌کننده جایزه نوبل فیزیولوژی و پزشکی در ۱۹۹۹
- آلن مک‌دایارمید، M.S. 1952, Ph.D. 1953, دریافت‌کننده جایزه نوبل شیمی در ۲۰۰۰
- سال بلو، completed graduate work, دریافت‌کننده جایزه نوبل ادبیات در ۱۹۷۶

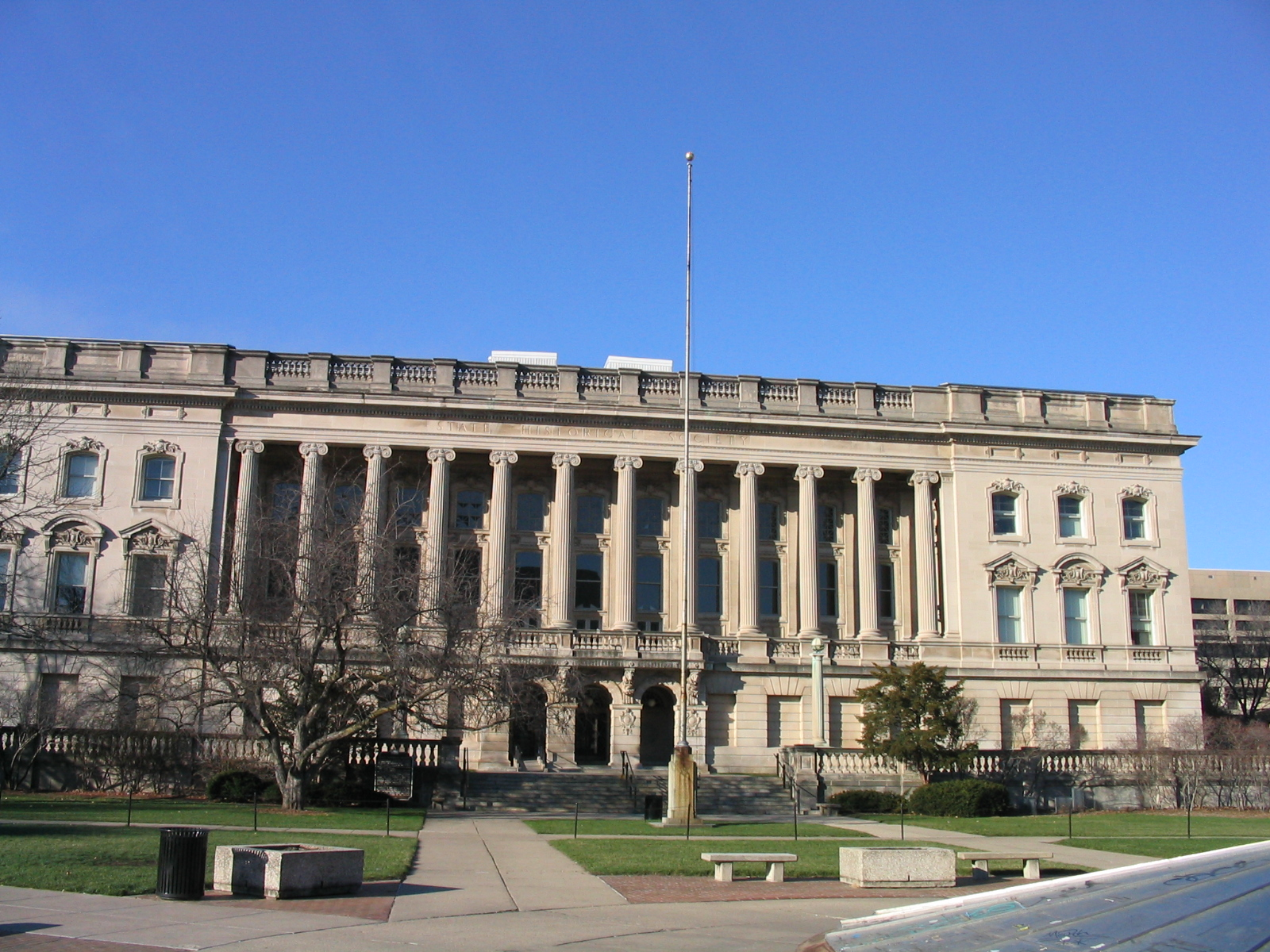
کتابخانه و مجتمع فرهنگی ویسکانسین
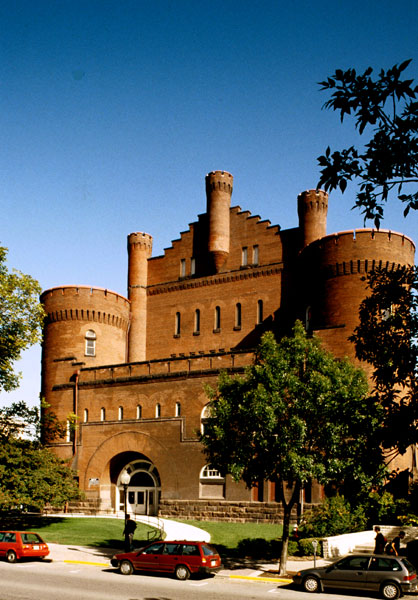
ساختمان اولد رد جیم

## برخی دانش‌آموختگان و استادان ایرانی
- بهمن مهری، استاد ریاضی دانشگاه صنعتی شریف
- عباس سعیدی رضوانی، استاد جغرافیا دانشکده ادبیات و علوم انسانی دکتر علی شریعتی دانشگاه فردوسی مشهد[۱۲] و رئیس اسبق دانشکده ادبیات دانشگاه فردوسی مشهد[۱۳]
- فرید مسرور، استاد فلسفه تحلیلی با گرایش فلسفه ذهن